# AXA Cup 2000 - Qualificazioni singolare
Le qualificazioni del singolare  dell'AXA Cup 2000 sono state un torneo di tennis preliminare per accedere alla fase finale della manifestazione. I vincitori dell'ultimo turno sono entrati di diritto nel tabellone principale. In caso di ritiro di uno o più giocatori aventi diritto a questi sono subentrati i lucky loser, ossia i giocatori che hanno perso nell'ultimo turno ma che avevano una classifica più alta rispetto agli altri partecipanti che avevano comunque perso nel turno finale.
Le qualificazioni del torneo AXA Cup 2000 prevedevano 16 partecipanti di cui 4 sono entrati nel tabellone principale.

## Teste di serie
1. Assente
2. Jonas Björkman (Qualificato)
3. Jeff Tarango (ultimo turno)
4. George Bastl (primo turno)

1. Adrian Voinea (Qualificato)
2. Cyril Saulnier (primo turno)
3. Assente
4. Raemon Sluiter (ultimo turno)

## Qualificati
1. Wayne Black
2. Jonas Björkman

1. Cyril Saulnier
2. Adrian Voinea

## Tabellone

### Legenda
| - Q = Qualificato - WC = Wild card - LL = Lucky loser | - ALT = Alternate - SE = Special Exempt - PR = Protected Ranking | - w/o = Walkover - r = Ritirato - d = Squalificato |

### Sezione 1
|  | Primo turno | Primo turno    | Primo turno | Primo turno | Primo turno |  |  | Ultimo turno | Ultimo turno   | Ultimo turno   | Ultimo turno   | Ultimo turno |  |
|  |             |                |             |             |             |  |  |              |                |                |                |              |  |
|  | 9           | Wayne Black    | Wayne Black | 7           | 7           |  |  |              |                |                |                |              |  |
|  |             | Tom Spinks     | Tom Spinks  | 5           | 5           |  |  | 9            | Wayne Black    | Wayne Black    | Wayne Black    | 5            |  |
|  | 8           | Raemon Sluiter | 6           | 3           | 7           |  |  | 8            | Raemon Sluiter | Raemon Sluiter | Raemon Sluiter | 0r           |  |
|  |             | Miles Maclagan | 4           | 6           | 68          |  |  |              |                |                |                |              |  |

### Sezione 2
|  | Primo turno            | Primo turno            | Primo turno    | Primo turno | Primo turno |  |  | Ultimo turno | Ultimo turno           | Ultimo turno           | Ultimo turno | Ultimo turno |  |
|  |                        |                        |                |             |             |  |  |              |                        |                        |              |              |  |
|  | 2                      | Jonas Björkman         | Jonas Björkman | 6           | 6           |  |  |              |                        |                        |              |              |  |
|  |                        | Simon Dickson          | Simon Dickson  | 3           | 1           |  |  | 2            | Jonas Björkman         | Jonas Björkman         | 7            | 7            |  |
|  | Jean-François Bachelot | Jean-François Bachelot | 6              | 5           | 6           |  |  |              | Jean-François Bachelot | Jean-François Bachelot | 5            | 5            |  |
|  | Marc-Kevin Goellner    | Marc-Kevin Goellner    | 4              | 7           | 4           |  |  |              |                        |                        |              |              |  |

### Sezione 3
|  | Primo turno | Primo turno       | Primo turno       | Primo turno | Primo turno |  |  | Ultimo turno | Ultimo turno   | Ultimo turno | Ultimo turno | Ultimo turno |  |
|  |             |                   |                   |             |             |  |  |              |                |              |              |              |  |
|  | 3           | Jeff Tarango      | Jeff Tarango      | 6           | 7           |  |  |              |                |              |              |              |  |
|  |             | Rodolphe Gilbert  | Rodolphe Gilbert  | 4           | 64          |  |  | 3            | Jeff Tarango   | 2            | 7            | 4            |  |
|  |             | Cyril Saulnier    | Cyril Saulnier    | 6           | 6           |  |  |              | Cyril Saulnier | 6            | 68           | 6            |  |
|  | 6           | Christophe Rochus | Christophe Rochus | 0           | 4           |  |  |              |                |              |              |              |  |

### Sezione 4
|  | Primo turno | Primo turno       | Primo turno       | Primo turno | Primo turno |  |  | Ultimo turno | Ultimo turno      | Ultimo turno      | Ultimo turno | Ultimo turno |  |
|  |             |                   |                   |             |             |  |  |              |                   |                   |              |              |  |
|  |             | Cristiano Caratti | Cristiano Caratti | 7           | 6           |  |  |              |                   |                   |              |              |  |
|  | 4           | George Bastl      | George Bastl      | 62          | 4           |  |  |              | Cristiano Caratti | Cristiano Caratti | 4            | 2            |  |
|  | 5           | Adrian Voinea     | Adrian Voinea     | 6           | 6           |  |  | 5            | Adrian Voinea     | Adrian Voinea     | 6            | 6            |  |
|  |             | Arvind Parmar     | Arvind Parmar     | 3           | 2           |  |  |              |                   |                   |              |              |  |